# Argyrosticta
Argyrosticta là một chi bướm đêm thuộc họ Noctuidae.